# 58 Andromedae
Désignations
58 Andromedae (en abrégé 58 And) est une étoile de la constellation boréale d'Andromède. Elle est visible à l’œil nu avec une magnitude apparente de 4,82.

## Environnement stellaire
58 Andromedae présente une parallaxe annuelle de 17,53 ± 0,29 mas mesurée par le satellite Gaia, ce qui permet d'en déduire que l'étoile est distante de 186 ± 3 a.l. (∼ 57 pc) de la Terre. Elle s'éloigne du Système solaire à une vitesse radiale héliocentrique de +8 km/s et possède un mouvement propre relativement important, traversant la sphère céleste à un rythme de 0,159 seconde d'arc/an.
58 Andromedae est une étoile solitaire, qui n'a pas de compagnon stellaire connu qui lui serait physiquement associé.

## Propriétés
58 Andromedae est une étoile blanche de type spectral A5 IV-V, ce qui indique que son spectre montre des traits qui sont intermédiaires entre celui d'une étoile sur la séquence principale et celui d'une étoile sous-géante plus évoluée. Elle est âgée de 425 millions d'années. Elle tourne rapidement sur elle-même à une vitesse de rotation projetée de 135 km/s. Cela donne à l'étoile une forme aplatie avec un bourrelet équatorial qu'on estime être 6 % plus grand que son rayon polaire.
L'étoile fait le double de la masse du Soleil et son rayon est environ 1,9 fois plus grand que le rayon solaire. Elle est 36 fois plus lumineuse que le Soleil et sa température de surface est de 8 875 K.